# Francesco Imberti
Pour les articles homonymes, voir Imberti.
Francesco Imberti (né le 17 août 1912 à Barge dans le Piémont et mort le 3 octobre 2008 à Cavour) est un footballeur italien, qui jouait au poste d'attaquant.

## Biographie
Formé dans l'équipe jeune du Torino, il y fait ses débuts avec l'équipe première à partir de la saison 1929-1930, marquant en deux saisons huit buts (dont un doublé en 1929-1930 contre l'Ambrosiana future championne d'Italie) mais sans réussir à s'imposer comme titulaire, barré par Julio Libonatti, Gino Rossetti et Onesto Silano.
En 1932, il rejoint l'autre grand club de la ville de Turin, la Juventus, avec qui, bien que n'y jouant que deux matchs (il joue sa première rencontre le 16 octobre 1932 lors d'un succès à l'extérieur 2-0 contre Pro Vercelli), il remporte le scudetto.
Il poursuit ensuite sa carrière dans des équipes mineures de Serie B comme Lucchese, Sanremese (où il se distingue avec un quadruplé contre Alexandrie le 21 avril 1940 lors d'une victoire 5-1) et Savone.
Au cours de sa carrière, il joue un total de 24 matchs en Serie A et inscrit 8 buts. Il dispute également 121 matchs en Serie B pour 50 buts marqués.

## Palmarès
Juventus
- Championnat d'Italie (1) :
  - Champion : 1932-1933.